# Olszanki
Olszanki (dawn. Olszanka) – wieś w Polsce położona w województwie lubelskim, w powiecie bialskim, w gminie Kodeń.
W latach 1975–1998 miejscowość położona była w województwie bialskopodlaskim. 
Wieś jest sołectwem w gminie Kodeń. Według Narodowego Spisu Powszechnego (III 2011 r.) liczyła 111 mieszkańców i była dziewiątą co do wielkości miejscowością gminy Kodeń. 
We wsi znajduje się cmentarz prawosławny z cerkwią pod wezwaniem św. Proroka Eliasza, należącą do parafii św. Michała Archanioła w Kodniu.

## Historia
Olszanki, wieś w powiecie bialskim, gminie Zabłoć, parafii Kodeń. W 1827 r. było 43 domów i 258 mieszkańców.
W roku 1883 spisano 41 domów oraz 414 mieszkańców, ziemi 1093 mórg. Wieś wchodziła w skład dóbr Kodeń.